# Vetenskapsåret 1787

## Händelser
- 11 januari - William Herschel upptäcker Titania, den första kända av Uranus månar.

## Pristagare
- Copleymedaljen: John Hunter, skotsk kirurg.

## Födda
- 6 mars - Joseph von Fraunhofer (död 1826), tysk optiker, instrumentmakare.
- 9 mars - Josephine Kablick (död 1863), tjeckisk botaniker och paleontolog.
- 16 mars - Georg Ohm (död 1854), tysk fysiker.
- 7 juni - William Conybeare (död 1857), brittisk geolog.
- 27 juni - Thomas Say (död 1834), amerikansk entomolog.

## Avlidna
- 13 februari - Ruđer Josip Bošković (född 1711), kroatisk fysiker, matematiker och astronom.